# Pâmela Tomé
Pâmela Costa Tomé (Caxias do Sul, 26 de outubro de 1993) é uma atriz e modelo brasileira. Ficou conhecida após interpretar a patricinha Alina na 23.ª temporada de Malhação na qual fazia par romântico com o cantor Lucas Lucco.

## Biografia e carreira
Pâmela nasceu em Caxias do Sul, município do Rio Grande do Sul.
A atriz saiu de casa aos 13 anos de idade para começar a carreira como modelo em São Paulo. Com isso, acabou aprendendo inúmeros truques de moda e a combinar peças curingas em diferentes looks para não acabar comprando roupas demais. No final de 2014 ela decidiu estudar teatro, O destino, no entanto, decidiu apressar as coisas. Duas semanas após traçar essa meta, ficou sabendo dos testes para "Malhação" e depois de alguns testes acabou passando, a escolho foi do próprio diretor Leonardo Nogueira que elogiou bastante a atriz, dizendo ser uma menina espontânea, madura e muito talentosa. Antes disso Pâmela, estava no elenco de Aprendiz Celebridades como secretária do apresentador  Roberto Justus.
Após interpretar a mimada Alina em Malhação: Seu Lugar no Mundo, sendo um dos papéis de destaque da trama teen, ela fez uma participação em Malhação: Pro Dia Nascer Feliz com a mesma personagem. Em 2017 entrou para o elenco de Sol Nascente como Paty, filha da personagem Lenita (Letícia Spiller).
Pâmela ainda, têm um blog na internet, onde mostra seus looks super estilosos e ainda dá dicas de moda e looks aos internautas.
Em 2018 protagonizou ao lado de Nathalia Dill, Chandelly Braz, Anajú Dorigon e Bruna Griphao na novela Orgulho e Paixão, interpretando a personagem Jane.

### Vida pessoal
Pâmela namorava o fotógrafo Eduardo Pimenta e em 2015 passou a namorar o ator Francisco Vitti, seu colega de elenco em "Malhação". O namoro terminou no fim do mesmo ano e ambos continuam amigos.. Dois meses após terminar o namoro com Vitti, passou a namorar o DJ Rogério Varella.  Em outubro de 2018, assumiu o namoro com o ator Rômulo Arantes Neto. O relacionamento chegou ao fim em janeiro de 2019.

## Filmografia

### Televisão
| Ano  | Título                         | Papel                        | Nota (s)                                 |
| ---- | ------------------------------ | ---------------------------- | ---------------------------------------- |
| 2014 | Aprendiz Celebridades          | Secretária de Roberto Justus |                                          |
| 2015 | Malhação: Seu Lugar no Mundo   | Alina Machado de Souza       |                                          |
| 2016 | Malhação: Pro Dia Nascer Feliz | Alina Machado de Souza       | Episódios: "28 de setembro–4 de outubro" |
| 2017 | Sol Nascente                   | Patrícia de Freitas (Paty)   | Episódios: "25 de fevereiro–21 de março" |
| 2018 | Orgulho e Paixão               | Jane Benedito                |                                          |
| 2018 | Dança dos Famosos              | Participante                 | Temporada 15                             |
| 2021 | Gênesis                        | Liba                         |                                          |
| 2022 | Reis                           | Lavínia                      |                                          |
| 2024 | Desejos S.A.                   | Valéria Camargo              |                                          |
| 2024 | Senna                          | Xuxa Meneghel                |                                          |

### Cinema
| Ano  | Título            | Papel |
| ---- | ----------------- | ----- |
| 2024 | Fazendo meu Filme | Alice |

### Videoclipes
| Ano  | Vídeo            | Álbum        | Banda   |
| ---- | ---------------- | ------------ | ------- |
| 2016 | "Sei Que é Você" | "Tudo Nosso" | Onze 20 |